# Live from Clear Channel Stripped 2008
Live from Clear Channel Stripped 2008 là album trực tiếp thứ hai của ca sĩ kiêm nhạc sĩ sáng tác bài hát người Mỹ Taylor Swift do Big Machine Records phát hành vào ngày 24 tháng 4 năm 2020 mà không có sự đồng ý của cô. Album được thu âm vào năm 2008 nhưng lại được phát hành vào năm 2020 sau khi nhạc phẩm bị thay đổi chủ sở hữu tác phẩm do ông bầu truyền thông Mỹ Scooter Braun mua lại Big Machine vào năm 2019. Swift lên tiếng chối bỏ việc phát hành Live from Clear Channel trên các tài khoản mạng xã hội, gọi đây là "hành vi tham lam không biết xấu hổ mới trong mùa virus corona" và khuyên người hâm mộ không nên mua hoặc phát trực tuyến album này. Chính vì Live from Clear Channel Stripped 2008 chỉ bán được 33 bản ở Hoa Kỳ trong những ngày đầu tiên, album trở nên thảm hại về mặt thương mại và không lọt vào bất cứ bảng xếp hạng nào trong nước.

## Bối cảnh và phát hành
Bản phát hành này không được chị chấp thuận. Với chị, hành vi này giống như Scooter Braun và những kẻ ủng hộ quỹ tài chính của hắn ta gồm có 23 Capital, Alex Soros cùng gia đình Soros và tập đoàn Carlyle đã chứng kiến các bảng cân đối kế toán mới nhất và nhận thấy rằng việc chi ra 330 triệu đô la Mỹ [cho nhạc phẩm của chị] rõ là đâu phải lựa chọn sáng suốt gì và bọn chúng đang đói tiền hay sao đó. Theo chị thì... Đây chỉ là một thể loại hành vi tham lam không biết xấu hổ mới trong mùa virus corona. Thiệt là khiếm nhã mà cũng rất hiển nhiên.— Swift bày tỏ cùng người hâm mộ qua bài đăng Story trên Instagram, The Guardian

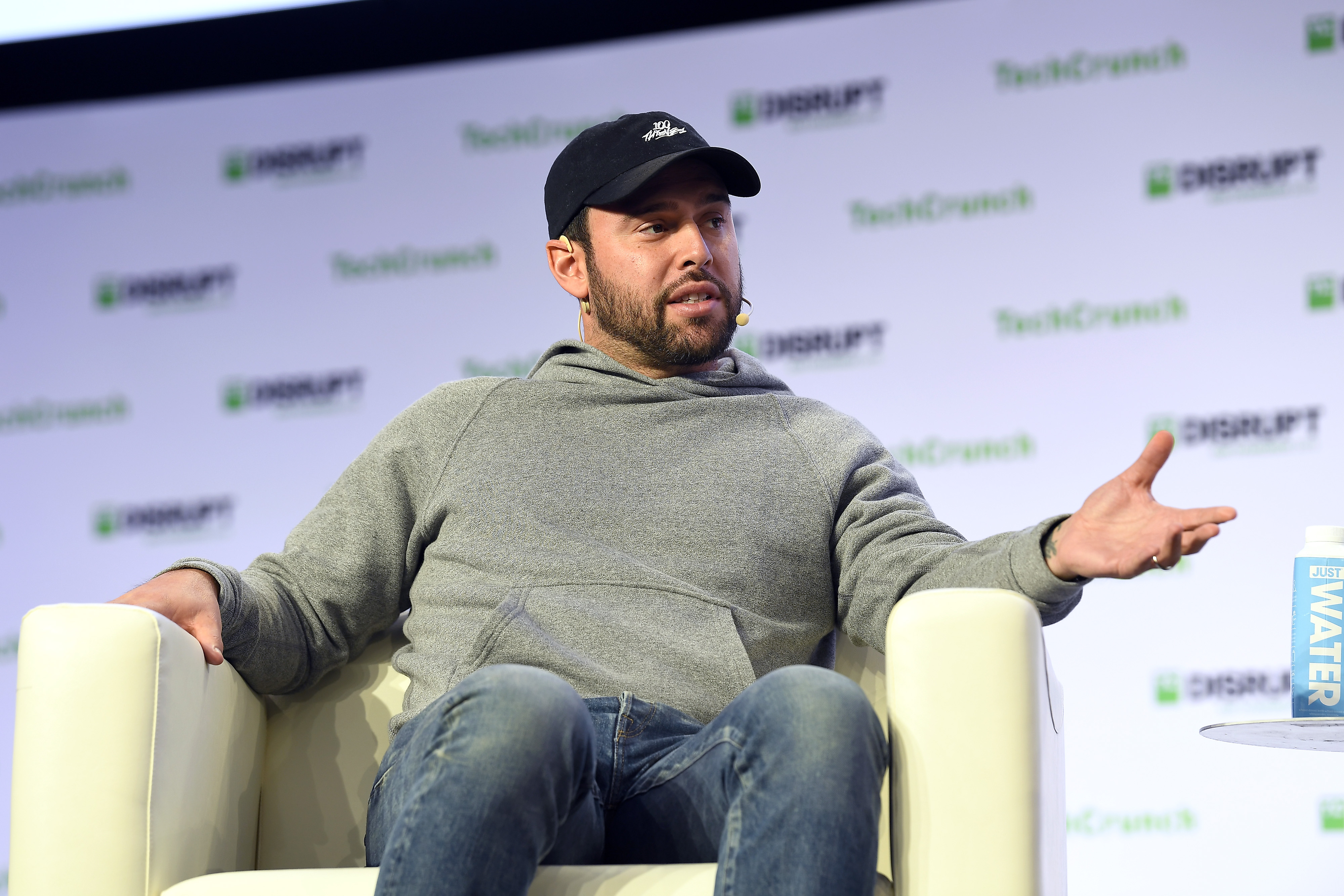
Scooter Braun mua lại Big Machine vào 2019 và gián tiếp trở thành chủ sở hữu toàn bộ bản hoàn chỉnh của các album trước năm 2018 của Swift. Big Machine dưới sự quản lý Braun đã tung Live from Clear Channel Stripped 2008

Live from Clear Channel Stripped 2008 được thu âm ít lâu sau khi Swift đi theo sự nghiệp ca hát chuyên nghiệp trong khoảng thời gian đang quảng bá album phòng thu thứ hai Fearless (2008) của cô. Nhạc phẩm này gồm tập hợp những bài hát trong hai album phòng thu đầu tiên và EP thứ hai Beautiful Eyes (2008) của Swift. Live from Clear Channel được tung lên nền tảng phát trực tuyến không thông báo trước vào ngày 24 tháng 4 năm 2020. Theo lời kể của Swift, các bài hát trực tiếp đó được thu lại tại màn trình diễn online Clear Channel vào năm 2008 lúc cô 18 tuổi. Trong bài đăng mạng xã hội, Swift chối bỏ chuyện phát hành Live from Clear Channel Stripped 2008, và gọi đây "chỉ là một thể loại hành vi tham lam không biết xấu hổ mới trong mùa virus corona. Thiệt là khiếm nhã mà cũng rất hiển nhiên." Bài đăng mạng xã hội của Swift có nhắc đến những cá nhân tổ chức ủng hộ tài chính của Braun gồm có 23 Capital, tập đoàn Carlyle, Alexander Soros và gia đình họ Soros. Gia đình họ Soros đã đưa ra lời cáo buộc trên tờ The Jerusalem Post rằng Swift đang "tái tạo các thuyết âm mưu bài trừ người Do Thái" bằng cách dán nhãn Soros và Braun (cả hai là người Do Thái) là "tham lam không biết xấu hổ" trong mùa dịch. Big Machine Records ban đầu đã viết ngày phát hành của Live from Clear Channel Stripped 2008 là vào năm 2017, nhưng sau đó hãng đĩa cũ của Swift đã điều chỉnh thành năm 2008 để tương xứng với thời điểm phát hành bản ghi âm sẵn có trên các trang web Clear Channel vào năm 2008.

## Đánh giá chuyên môn
Nhà phê bình âm nhạc Quinn Moreland bên Pitchfork viết rằng chuyện Live from Clear Channel Stripped 2008 không phù hợp với tiêu chuẩn công việc trước đây của Swift là điều dễ hiểu, và xướng danh nhạc phẩm là "hàng lậu rẻ tiền" và "móc túi vô liêm sỉ". Moreland nhận xét rằng Live from Clear Channel trông giống như những vụ làm giả hoặc rò rỉ âm nhạc xuất hiện tràn lan trên dịch vụ phát nhạc trực tuyến mà không có sự cho phép của các nghệ sĩ liên quan "tới mức kỳ lạ", những kẻ lừa đảo là "những kẻ giữ quyền và chủ sáng tạo thực sự sẽ chẳng bao giờ nhận được một cắc".

## Diễn biến thương mại
Theo cây viết Roger Friedman, Live from Clear Channel Stripped 2008 đã bán được 33 bản tại Hoa Kỳ và các video âm thanh trên YouTube của 8 bài hát thu được tổng cộng 6.000 lượt xem trong vòng ba ngày đầu tiên. Sau khi Swift phản bác trên mạng xã hội về việc phát hành album, album này đã thất bại thảm hại về mặt thương mại và không lọt vào bất kỳ bảng xếp hạng nào của Billboard.

## Danh sách ca khúc
1. "Love Story" (Swift) – 3:41
2. "Fearless" (Hillary Lindsey, Liz Rose, Swift) – 3:18
3. "Beautiful Eyes" (Swift) – 2:56
4. "Untouchable" (Swift, Cary Barlowe, Nathan Barlowe và Tommy Lee James) – 3:42
5. "Teardrops on My Guitar" (Swift và Rose) – 3:16
6. "Picture to Burn" (Swift và Rose) – 2:53
7. "Should've Said No" (Swift) – 3:48
8. "Change" (Swift) – 4:18

## Đội ngũ sản xuất
- Taylor Swift – hát chính, sản xuất, guitar acoustic (track số 2, 4) và guitar điện (track số 7)
- Scott Borchetta – sản xuất, điều hành sản xuất
- Ben Clark – banjo (track số 3, 5, 7, 8)
- Chris Costello – giám sát thu âm (track số 1, 2, 3, 4, 5, 7, 8)
- Caitlin Evanson – fiddle, hát đệm (track số 1, 3, 5, 6, 7, 8)
- Evan Harrison – sản xuất, điều hành sản xuất
- Amos Heller – guitar bass (track số 1, 3, 5, 6, 7, 8)
- Mike Meadows – banjo (track số 3, 5, 7, 8)
- Grant Mickelson – guitar điện (track số 3, 5, 7, 8) và guitar bass (track số 6)
- Jonathan Russell – hoàn chỉnh âm thanh (track số 1, 2, 3, 4, 5, 7, 8)
- Paul Sidoti – guitar acoustic (track số 1, 3, 5, 7), guitar điện (track số 8) và hát nền (track số 1, 3, 5, 6, 7, 8)
- Al Wilson – gõ trống (track số 1, 3, 5, 6, 7, 8)